# Mosquiter de Sichuan
El mosquiter de Sichuan (Phylloscopus forresti) és una espècie d'ocell de la família dels fil·loscòpids (Phylloscopidae). Es troba a la Xina, Myanmar, Tailàndia i Vietnam. Els seus hàbitats principals són els boscos temperats, els boscos tropicals i subtropicals secs i els boscos tropicals i subtropicals de frondoses humits de les terres baixes. El seu estat de conservació es considera de risc mínim.